# Big Time Rush (группа)
Big Time Rush (также известный как BTR) — американский бой-бэнд, который сформировался в Лос-Анджелесе, штат Калифорния в 2009 году. Члены группы — Кендалл Шмидт, Джеймс Маслоу, Логан Хендерсон и Карлос Пена. Свой дебютный альбом B.T.R. ребята выпустили в октябре 2010 года. CD сразу поднялся до 3-го места в Billboard 200 и за год стал золотым. Альбом Elevate был выпущен 21 ноября 2011 года.
Третий студийный альбом 24/Seven был выпущен в июне 2013 года. Четвертый альбом Another life был выпущен 2 июня 2023 года и является их первым студийным альбомом, выпущенным под собственным независимым лейблом Bought The Rights.

## История

### 2009—2010
Big Time Rush в 2009 подписал контракт с телесериалом Big Time Rush. Их дебютный сингл, «Big Time Rush», был выпущен 29 ноября 2009 года. Песня «Big Time Rush» прозвучала также в часовом превью сериала и стала его «открывающей» музыкальной темой. Там же в сериале со временем дебютировали «City is Ours», «Any Kind of Guy». Big Time Rush также исполнили песню группы Play «Famous». Песня была выпущена на iTunes 29 июня 2010 года. Другая песня, «Halfway There», был выпущен на iTunes 27 апреля 2010 года после его премьеры в серии. Этот сингл вошёл в Billboard Hot 100 под 93 номером.21 сентября 2010 года, Big Time Rush выпустили рекламный сингл, «Til' I Forget About You», который содействовал выпуску их дебютного альбома. альбом B.T.R., был выпущен 11 октября 2010 года. Он дебютировал под номером 3 в Billboard 200, продав 67000 копий в первую неделю релиза. Этот альбом также достиг 4 номера в «Top Internet Albums» и 1 номера в «Top Soundtracks». Их трек «Big Night» дебютировал в Billboard Hot 100 под номером 79. Альбому был позже присвоен статус золотого для поставки 500000 копий в США и в настоящее время продано более 900 000 копий по всему миру.
В ноябре 2010 года было объявлено, что специальная рождественская серия Big Time Rush будет дебютировать в конце этого месяца, и что рождественский мини-альбом будет выпущен одновременно с эпизодом. Мини-альбом Holiday Bundle был выпущен 30 ноября 2010 года. В рождественской серии парни исполнили песню Мэрайи Кэри «All I want for Christmas is you» вместе с ещё одной звездой «Никелодеона» Мирандой Косгроув.

### 2011—2012
15 февраля 2011 года «Boyfriend» был выпущен как первый официальный сингл группы по учёту радио США. «Boyfriend» дебютировала под номером 72 в Billboard Hot 100, став наиболее успешной песней на сегодняшний день. Ремикс на песню «Boyfriend», который показал New Boyz было просочились в интернет. Big Time Rush был номинирован на MTV Awards в номинации Breakthrough Band в 2011 году. 2011—2012 22 июля 2011 года группа выпустила рекламный сингл «If I Ruled The World», совместно с Iyaz. Их второй альбом был выпущен 21 ноября 2011 года. Первый сингл пластинки, — «Music Sounds Better With U», — написанный в соавторстве с Райаном Теддером из группы OneRepublic, был выпущен 1 ноября 2011 года. Он дебютировал под номером 12 на Billboard 200, продав более 70000 копий в первую неделю. По данным Forbes.com на 2011 год, Big Time Rush накопил собственный капитал в размере около $ 8 млн долларов, что делает их одним из самых молодых топ работников. Незадолго до выхода альбома «Elevate», группа объявила национальный тур. «Better With U» тур начался с февраля 2012 года.
В конце февраля, был объявлен национальный летний тур, который стартует 5 июля на Nationwide Arena в городе Колумбус, штат Огайо. Коди Симпсон, Рэйчел Кроу и Леон Томас III открыли концерты, тогда как Виктория Даффилд и Тайлер Медейруш, открывали городах Канады, тур был окончен 18 сентября в Rose Garden Arena.
Группа объявила, что они будут в главных ролях в полнометражном Биг Тайм Фильме. В фильме говорится об их путешествие в Лондон, Англия. По сюжету, парни летят на свой первый большой мировой тур, но помимо этого впутываются в миссии, чтобы спасти мир. Фильм был выпущен 10 марта 2012 года, в США в кинотеатрах, в то время как в Германии релиз состоялся 22 сентября того же года. Группа записала кавер на песню Битлз[какую?], выпустили мини-альбом с саундтреками к фильму. Однако, фильм получил смешанные отзывы от большинства современных кинокритиков, многие сравнивали их с группой The Monkees, но и хвалили, называя их веселыми и беззаботными. Несмотря на всё, фильм был успешен, имея более тринадцати миллионов просмотров в неделю.

### 2013—2014
В 2013 году Никелодеон продлил сериал на четвёртый сезон, состоящий из 13-ти серий, съёмки начались 7 января. Группа также выпустила песню под названием «Like Nobody’s Around», которая впервые была исполнена в эпизоде «Вперёд — на вторжение». «Like Nobody’s Around» — это второй трек в стандартной и делюкс версиях третьего альбома. 15 апреля, в интервью Камбио, Big Time Rush объявили, что их третий студийный альбом под названием 24/Seven будет выпущен где-то в начале июня 2013 года, и премьера четвёртого сезона выйдет в эфир 2 мая 2013 года.
Альбом 24/Seven был выпущен 11 июня 2013 года. Он увенчался гораздо меньшим успехом, чем его предыдущий рекорд. Тем не менее, одноимённый трек и мощная рок-баллада «We Are» достигли огромного успеха в Соединенных Штатах, а также в таких странах, как Мексика и Бразилия. 24/Seven стал золотым в нескольких странах с момента её выпуска; в итоге было продано миллионы копий по всему миру. Члены БТР брали короткий перерыв для своих карьер, чтобы сниматься в фильмах и писать свою музыку. Группа была номинирована на звание «Лучшая Группа Мира», «Лучший Альбом» и «Лучшее Живое Выступление» в ежегодной премии World Music Awards, которая прошла в Монте-Карло 27 мая 2014 года. Позднее было подтверждено, что Big Time Rush выиграли в номинации «Лучшее Живое Исполнение», что делает Big Time Rush первыми выходцами Никелодеона, которые были номинированы и победили в этой премии.
В 2014 году группа отправилась в свой новый концертный тур под названием Big Time Rush Live 2014 World Tour, в поддержку их последнего альбома 24/Seven. Это их четвёртый официальный тур и своё первое мировое турне. Тур начался 7 февраля 2014 года в Гранд-Прейри, штат Техас и финишировал 23 февраля в Гватемале. Несмотря на своё название, этот тур не мировой, так как там было всего одиннадцать городов в общей сложности, и только из США и некоторых городах Латинской Америки. Кендалл Шмидт утверждает, что там были переговоры о новой музыке. В Твиттере БТР признали, как скорбят по ним их фанаты и заявили, что группа не распалась и перерыв был взят только на короткое время для продвижения сольных карьер каждого участника. Многие фанаты подумали о официальном распаде группы.

### 2018—2019
28 ноября 2018 года Карлос Пена в своем Instagram выложил пост, посвященный девятилетию группы, в котором он выразил благодарность за все, что с ним случилось в её составе. Он также предложил идею насчет проведения в следующем году «10 year reunion tour». На следующий день похожий пост в Instagram выложил Кендалл Шмидт, он также поддержал идею тура. Спустя два дня Джеймс Маслоу, предположительно, подтвердил, что тур может совершиться в следующем году.
23 декабря 2018 года Карлос Пена вместе с Кендаллом Шмидтом в Инстаграме Карлоса выложили пост, где они поют песню Big Time Rush — Boyfriend. В посте содержались хештеги «#comingsoon #BTR #BigTimeRush #Boyfriend» Через несколько дней на канале Карлоса вышло видео, где они поют песню Big Time Rush — Beautiful Christmas (видео), где в конце они подняли идею насчет тура в следующем году — внятного ответа не было получено, но очевидно, что Кендалл Шмидт и Карлос Пена настроены вернуть Big Time Rush.
6 января 2019 года, Логан Хендерсон для YouTube канала CelebSecretsTV заявил: «Вы тоже видели тот пост в Instagram? Карлосу нужно будет оставить свой пляж и переместиться в город. Конечно же, я только за воссоединение в любое время, мы как братья», — подчеркнул Логан. На следующий день Карлос Пена и Кендалл Шмидт продолжили публиковать в своих Instagram «Maui Sessions», выложив следующее видео, где они поют песню Big Time Rush — Crazy for U. Этот пост оценил Джеймс Маслоу, который ещё не заявил точной позиции насчет возвращения группы, но он оценил все совместные исполнения Карлоса и Кендала и, можно предположить, что он не против воссоединения.
В Twitter аккаунте Kiss 107.1, организатор концертов, на которых должен в феврале выступать Хендерсон, появилось предложение от организаторов предоставить Big Time Rush бесплатно сцену для «Reunion Tour», во время выступления концерта Хендерсона, этот твит оценил сам Хендерсон и Шмидт. Позже, Kiss 98.5 выложили опрос, где спросили у подписчиков: «Какая группа должна воссоединиться прямо сейчас?», где очень сильно опережает других Big Time Rush. Организатор также делал ретвиты со всеми комментариями про воссоединение Big Time Rush.
22 апреля 2019 года, на YouTube канале Big Time Rush была выложена лайв-версия песни Big Night, с перезаливом выступления, которое состоялось в 2010 году в одном из торговых центров Walmart. Также в недавних твиттах Шмидта очень часто упоминался той или иной мерой Big Time Rush. На следующий день была также выложена лайв-версия песни Big Time Rush, также из Walmart.

### 2020: Виртуальное воссоединение
В апреле группа возобновила контроль над учётными записями в социальных сетях Twitter и Instagram (ранее их Twitter аккаунт был заблокирован, а официальный логин BigTimeRush в Instagram был занят страничкой фанатов). 20 апреля Big Time Rush виртуально воссоединяется, поделившись видео в социальных сетях с пожеланиями для их фанатов, в связи с пандемией COVID-19. В июне был загружен акустик-кавер на их популярную песню «Worldwide». На протяжении всего года их социальные сети были активными и в честь католического Рождества был загружен акустик-кавер на их песню «Beautiful Christmas».

### 2021: Возвращение
В многочисленных эфирах в социальной сети Instagram Джеймс Маслоу намекал фанатам на возможное полноценное возвращение в 2021 году, которое могло состоятся ещё в 2020, но не произошло из-за пандемии COVID-19. 26 марта 2021 года телесериал Big Time Rush выходит на платформе Netflix.
19 июля группа анонсировала свое возвращение и тур с двумя концертами в 2021 году, в городах Чикаго и Нью-Йорк.
13 декабря 2021 года вышел новый сингл «Call It Like I See It».
21 февраля 2022 года Big Time Rush появились на шоу Good Morning America и объявили о своём реюнион-туре, ориентированного на 2022 год. 25 февраля группа выпустила ещё один новый сингл «Not Giving You Up».

## Биг Тайм Раш
28 ноября 2009 года на телеэкранах в США вышло шоу с названием «Биг Тайм Раш». Премьера пилотной серии, которая является как «предварительный просмотр» — «Вперёд — на прослушивание». А его официальный дебют состоялся 18 января 2011 года, собрав 7100000 зрителей, что делает это шоу самым рейтинговым новым проектом на Nickelodeon (американское название «Big Time Rush»). в России увидеть этот сериал зрители смогли в июле 2010. Но уже сразу премьеру, а не пилотную серию. Автором идеи шоу является Скотт Фэллоус. Пробы и кастинги на это шоу шли в течение двух лет.
Главные роли сыграли сами ребята из группы: Кендалл, Джеймс, Карлос и Логан.
Как уже было сказано, парни знали друг друга до кастингов на Биг Тайм Раш «Процесс прослушивания был довольно экстремальным. Логан и я были на одном прослушивании, и мы прошли тесты и 4 кастинга» — Рассказывает Джеймс. Затем они нашли Карлоса и Кендалла. «Восемнадцать месяцев мы записывали песни и шоу» — говорит Кендалл. После интенсивных работ вместе, ребята стали как одно целое. «Как только мы все собрались мы стали очень близки, сплочённой группой» — подтверждает Логан.
Помимо парней в список главных ролей вошли и такие актёры: Сиэра Браво, сыгравшая младшую сестру Кендалла по имени Кэти, Стивен Крамер Гликман, который вывел псов (как говорит его герой Густаво) на вершины, и Таня Чискольм, которая играла помощницу Густаво — Келли Уэйнрайт.
Шоу получило смешанные отзывы. Pittsburgh Post-Gazette заявил, что шоу было «попыткой канала Nickelodeon создать такую же группу как Jonas Brothers из Диснея». Это ответ канала Nickelodeon на Дисней. Хартфорд Курант заявил, что сериал «является очень хорошим и смешным» шоу «с их тонким юмором и смешной комедией». Бостон Глоб заявил, что шоу, как один из примеров показывает продаже шоу-бизнес и фантазии для детей. DVD Обсуждение было после рассмотрения сериала Big Time Rush: «Было бы трудно выработать описание.» Но вскоре, после того как шоу успешно стартовала и стало намного популярнее и «Jonas Brothers» и многих других шоу Никелодеона и Диснея, критики стали выражаться иначе — «Биг Тайм Раш большая часть современной поп-музыки, у этих парнишек большое будущее» или «Думаю, у Jonas Brothers появился серьёзный конкурент, который превосходит их».

## Участники
- Кендалл Фрэнсис Шмидт (англ. Kendall Francis Schmidt, род. 2 ноября 1990, Уичито, Канзас, США) — американский актёр и певец. Прославился в роли Кендалла в сериале «Биг Тайм Раш» на канале Nickelodeon. Родился в городе Уичито в семье Кента и Кэтрин Шмидт. Со стороны отца имеет немецкие корни. Рос и учился в городе Эндовер, штат Канзас. Самый младший в семье. У него есть два старших брата — Кеннет и Кевин. Кендалл начал петь в возрасте 19 лет. Его первая группа называлась «Lovers Make Liars» и их первый музыкальный диск назывался «Warped Tour». С того времени Кендалл начал работать над проектом со своим другом музыкантом Дастином Бэлтом, который назывался «Heffron Drive». Когда у «БТР» был тур, Дастин играл на гитаре на их концертах. Вскоре Кендалл начал сниматься в телесериале на канале Nickelodeon под названием «Big Time Rush», в котором сыграл роль Кендалла Найта. Кендаллу нравится новая молодёжная группа «FunnY LadeS» Об этом Кендалл рассказал в своём интервью: «Это группа на пути к большей славы». Сейчас Кендалл женат и воспитывает дочь Maple.
- Джеймс Дэвид Маслоу (англ. James David Maslow, род. 16 июля 1990, Нью-Йорк, Нью-Йорк, США) — американский актёр и певец. Прославился благодаря роли Джеймса Даймонда в сериале «Биг Тайм Раш» на канале Nickelodeon. Родился в городе Нью-Йорк в семье Кэти Бёрдж и Майка Маслоу. Со стороны отца имеет еврейские корни. Рос и учился в городе Сан-Диего, штат Калифорния. У него есть старший брат — Филипп и сестры — Элисон и Даниэлла. Джеймс начал петь в возрасте 6 лет, когда родители отправили его в Детский Хор Сан-Диего. Он закончил школы в Ла-Хойя и в Торри Пайнс, среднюю школу Миюрландс и Школу Искусств Сан-Диего. Джеймс получил небольшую роль в постановке «La bohème» в опере Сан-Диего, когда ему было 10 лет. Он ездил в лагерь «La Jolla Playhouse», и обзавелся собственным агентом в 14 лет. В старших классах Маслоу исполнил главную роль Дэнни Зуко в постановке «Грейс» и Мавра в «Les Misérables». Его телевизионный дебют в роли Шейна произошёл в эпизоде сериала «АйКарли», «iSaw Him First». Вскоре Джеймс начал сниматься в телесериале на канале Nickelodeon под названием «Big Time Rush», в котором сыграл роль Джеймса Даймонда.
- Логан Филипп Хендерсон (англ. Logan Phillip Henderson; род. 14 сентября 1989, Норт Ричлэнд Хиллз, Техас, США) — американский актёр, певец, продюсер и композитор. Наиболее известен по роли Логана в телесериале «Биг Тайм Раш» на канале Nickelodeon. Логан Хендерсон подписал контракт с Sony Music Entertainment и Columbia Records в составе Big Time Rush в 2009 году. После выхода четырёх рекламных синглов, включая «Big Time Rush», «The City is Ours», «Halfway There» и «Til I Forget About You», группа выпустила свой дебютный альбом «BTR» 11 октября 2010 года. Хендерсон в соавторстве написал песню «Oh Yeah» с этого альбома. Альбом стал номером 3 на Billboard 200 и номером 1 на iTunes в цифровом списке альбомов. Позднее он стал золотым в США и Мексике. Big Time Rush выпустили свой второй альбом Elevate 21 ноября 2011 года. Логан написал «Time of Our Life» с Николаем Рас Ферлонг и ещё три песни для альбома — «Music Sounds Better With U», «Love Me Love Me» и «SuperStar».
- Карлос Роберто Пена Вега (англ. Carlos Roberto PenaVega Jr.; род. 15 августа 1989 года, Колумбия, США) — американский актёр, певец и танцор. Женат на Алексе Вега. Прославился в роли Карлоса в сериале «Биг Тайм Раш» на канале Nickelodeon. Карлос родился в Колумбии, штат Миссури. Воспитывался в Вестоне, штат Флорида. В школе участвовал в спектаклях и был черлидером. Ещё учась в школе, Карлос появился в рекламе водяных пистолетов. Его лицо появилось на упаковке игрушки. Пена учился в Бостонской консерватории, когда его менеджер записал на прослушивание в «Big Time Rush». Карлос не хотел, но все-таки пошёл на прослушивание. И через два месяца получил роль. В 2009 году переехал в Голливуд. С конца 2012 года Карлос встречается с актрисой Алексой Вегой. В сентябре 2013 года пара объявила о своей помолвке. 4 января 2014 года поженились и теперь оба носят фамилию PenaVega. Сейчас пара воспитывает троих детей. Старший сын Ocean King PenaVega, средний сын Kingston James PenaVega и младшая дочь Rio Rey PenaVega.

## Награждения и номинации
| Год  | Премия                         | Номинация                                        | Номинированы      | Результат | Ист.          |
| ---- | ------------------------------ | ------------------------------------------------ | ----------------- | --------- | ------------- |
| 2010 | Australian Kids' Choice Awards | Favorite International Band                      | Big Time Rush     | Номинация | [ 16 ]        |
| 2011 | Australian Kids' Choice Awards | Hottest Guy Hotties                              | Big Time Rush     | Номинация | [ 17 ]        |
| 2011 | UK Kids' Choice Awards         | Favourite Band                                   | Big Time Rush     | Номинация | [ 18 ] [ 19 ] |
| 2011 | Kids' Choice Awards            | Favorite Music Group                             | Big Time Rush     | Номинация | [ 18 ] [ 19 ] |
| 2011 | Argentina Kids' Choice Awards  | Favorite Song                                    | «Boyfriend»       | Победа    | [ 20 ]        |
| 2011 | MTV Europe Music Awards        | Best New Global Push Artist                      | Big Time Rush     | Номинация | [ 21 ]        |
| 2011 | Youth Rocks Awards             | Rockin' Group of the Year                        | Big Time Rush     | Номинация | [ 22 ] [ 23 ] |
| 2011 | MTV BuzzWorthy Awards          | Favorite Breakthrough Band or Artist of the Year | Big Time Rush     | Номинация | [ 24 ]        |
| 2012 | Shorty Awards                  | Best Band in Social Media                        | Big Time Rush     | Номинация | [ 25 ]        |
| 2012 | Shorty Awards                  | Best Music Artist in Social Media                | Big Time Rush     | Номинация | [ 25 ]        |
| 2012 | Shorty Awards                  | Best Celebrity in Social Media                   | Самовыдвигающиеся | Номинация | [ 25 ]        |
| 2012 | Kids' Choice Awards            | Favorite Music Group                             | Big Time Rush     | Победа    | [ 26 ]        |
| 2012 | Meus Prêmios Nick              | Favorite International Music Artist              | Big Time Rush     | Номинация | [ 27 ]        |
| 2012 | Argentina Kids' Choice Awards  | Favorite International Artist or Group           | Big Time Rush     | Победа    | [ 28 ]        |
| 2012 | Golden Bravo Otto Awards       | Best Super Pop Artist/Group of the Year          | Big Time Rush     | Победа    | [ 29 ]        |
| 2012 | Golden Bravo Otto Awards       | Favorite Internet Star                           | Самовыдвигающиеся | Номинация | [ 29 ]        |
| 2012 | Mexico Kids' Choice Awards     | Favorite International Artist                    | Big Time Rush     | Номинация | [ 30 ] [ 31 ] |
| 2012 | Los Premios Telehit            | Best International Pop Group                     | Big Time Rush     | Номинация | [ 32 ]        |
| 2012 | Los Premios Telehit            | Most Popular Artist                              | Big Time Rush     | Номинация | [ 32 ]        |
| 2013 | Shorty Awards                  | Best Band in Social Media                        | Big Time Rush     | Номинация | [ 33 ]        |
| 2013 | Kids' Choice Awards            | Любимая музыкальная группа                       | Big Time Rush     | Номинация | [ 34 ]        |
| 2013 | Kids' Choice Awards            | Армия фанатов                                    | Rushers           | Победа    | [ 34 ]        |
| 2013 | Mexico Kids' Choice Awards     | Любимый интернациональный артист или группа      | Big Time Rush     | Победа    | [ 35 ]        |
| 2013 | Fuse TV Awards                 | Лучший новый артист                              | Big Time Rush     | Номинация | [ 36 ]        |
| 2013 | Premios Oye!                   | Лучший интернациональный английский сингл года   | «Boyfriend»       | Номинация | [ 37 ]        |
| 2013 | Los Premios Telehit            | Бой Бэнд года                                    | Big Time Rush     | Номинация | [ 38 ]        |
| 2013 | Teen Choice Awards             | Лучшая музыкальная группа                        | Big Time Rush     | Номинация | [ 39 ]        |
| 2013 | Golden Bravo Otto Awards       | Лучший поп-бэнд или группа                       | Big Time Rush     | Победа    | [ 40 ] [ 41 ] |
| 2013 | Golden Bravo Otto Awards       | Любимая интернет-звезда                          | Big Time Rush     | Номинация | [ 40 ] [ 41 ] |
| 2014 | World Music Awards             | World’s Best Selling Group                       | Big Time Rush     | Номинация | [ 42 ]        |
| 2014 | World Music Awards             | World’s Best Selling Album                       | 24/Seven          | Номинация | [ 43 ]        |
| 2014 | World Music Awards             | World’s Best Pop Act                             | Big Time Rush     | Номинация | [ 44 ]        |
| 2014 | World Music Awards             | World’s Best Selling American Group              | Big Time Rush     | Номинация | [ 42 ]        |
| 2014 | World Music Awards             | World’s Best Live Act                            | Big Time Rush     | Победа    | [ 45 ]        |
| 2014 | Colombia Kids' Choice Awards   | Favorite Artist or Group International           | Big Time Rush     | Победа    | [ 46 ]        |

## Студийные Альбомы
| Альбом       | Год  |
| ------------ | ---- |
| B.T.R.       | 2010 |
| Elevate      | 2011 |
| 24/Seven     | 2013 |
| Another Life | 2023 |

| Сингл                         | год  |
| ----------------------------- | ---- |
| Big Time Movie Soundtrack     | 2012 |
| Not Giving You Up             | 2022 |
| Fall                          | 2022 |
| Honey                         | 2022 |
| Dale Pa 'Ya                   | 2022 |
| Suave                         | 2023 |
| Another Life (Lo-Fi Version)  | 2023 |
| Another Life (Deluxe Version) | 2023 |

## Туры
- Big Time Rush in Concert (2011)
- Better With U Tour (Февраль-Март 2012)
- Big Time Summer Tour (Июль-Сентябрь 2012)
- Summer Break Tour (Июнь-Август 2013)
- Big Time Rush World Tour (Февраль 2014)
- Big Time Rush Live (2021)
- Big Time Rush: Forever Tour (Июнь-Август 2022)
- Big Time Rush: Can't Get Enough (Июнь-Август 2023)